# Johann von Rietberg
Johann Graf von Rietberg (* im 15. Jahrhundert; † 1530) war Domherr in Münster und Köln.

## Leben

### Herkunft und Familie
Johann von Rietberg wurde als Sohn des Grafen Johann von Rietberg und dessen Gemahlin Margarethe zur Lippe geboren. Er hatte acht Geschwister:
- Otto († 18. Dezember 1535), Graf von 1516 bis 1535
- Bernhard († 15. Oktober 1501), Domherr in Osnabrück und Köln
- Konrad († 1500), Domherr in Köln
- Simon, erwähnt 1486–1494
- Elisabeth († Juli 1512), ⚭ am 27. Juli 1497 Graf Edzard I. von Ostfriesland
- Emgard († nach 1535), ⚭ vor 1499 Graf Otto IX. von Tecklenburg
- Margarete, erwähnt 1491
- Friedrich († 1539), Domherr zu Köln

Sein Onkel Konrad war Bischof von Osnabrück und Münster.

### Wirken
Im Jahre 1508 erhielt Johann auf Bitten des Kaisers Maximilian I. eine Dompräbende in Münster. Er blieb bis zu seinem Tode im
Besitz der Pfründe. Johann war, wie seine Brüder Bernhard, Konrad und Friedrich, Domherr in Köln.